# Aire archéologique de Cortone
L'Aire archéologique de Cortone (en italien : Area archeologica di Cortona) est un ensemble de sites étrusques, situé aux alentours de Cortone, dans la province d'Arezzo, en Toscane (Italie).

## Description
En dehors de la ville, le vaste site archéologique de Cortone comporte les restes d'anciennes tombes, nécropoles et monuments étrusques.

### Période archaïque
On note trois tombes à tumulus (en langue locale : melone) de la Période archaïque étrusque : Camucia, Sodo I et Sodo II. Il s'agit de tombeaux familiaux princiers. En effet, au cours de la Période orientalisante étrusque, au VIIe siècle av. J.-C., des noyaux habités dont la structure sociale était liée à la propriété foncière s'articulaient autour de l'autorité de principes. Le tumulus était le symbole de la richesse et de la puissance de son propriétaire et de sa famille.
Pendant la campagne de fouilles des années 1990, un sondage effectué à l'opposé du melone Sodo II a permis de découvrir un monument qui est, à ce jour, unique dans l'architecture funéraire étrusque. Il s'agit d'un podium-autel en forme de terrasse datant de la première moitié du VIe siècle av. J.-C. L'accès à l'autel se fait par l'intermédiaire de six gradins en parfait état, deux gros blocs sculptés se trouvant de chaque côté de l'escalier.
Les sculptures réalisées sur ces blocs de pierre représentent des scènes de combat entre hommes et fauves. Les figures humaines représentent deux nobles guerriers dont la coiffure comporte de longues tresses, l'un tourné vers le fauve, l'autre lui tournant le dos. Les deux guerriers tentent de se défendre de l'agression des fauves en les frappant avec des poignards. Le thème iconographique rappelle le symbolisme de la confrontation entre la vie et la mort.
L'autel était à l'origine délimité par un parapet dans lequel étaient insérées des décorations monumentales en forme de spirale et de palme. Le parapet ainsi que les éléments effondrés de l'autel ont été recomposés par les archéologues. 
À proximité du melone Sodo II ont été découverts des restes de toitures (éléments de faitage, tuiles peintes, plaques).

### Période tardive
L'ère étrusque tardive est attestée par la présence de deux tombes : la Tanella di Pitagora et la Tanella Angori. Ces tombes, contrairement aux tumulus archaïques, se trouvent à proximité des murailles étrusques de la ville.

## Liste des principales tombes
- Melone di Camucia
- Melone Sodo I
- Melone Sodo II
- Tanella di Pitagora
- Tanella Angori
- Tomba di Mezzavia